# مجيد زوير
مجيد زوير هو مدافع كرة قدم عراقي سابق لعب مع المنتخب العراقي في نهائيات كأس آسيا عام 1972.